# Onejiru
Onejiru est une chanteuse contemporaine de jazz allemande. Elle est née au Kenya et déménage en Allemagne quand elle est encore adolescence. Son vrai nom est Pielina Wanjiru Schindler,, et ses noms de scène sont Onejiru et Onejiro Schindler.

## Carrière d'artiste
Née au Kenya, Pielina Wanjiru Schindler grandit dans le quartier de Wanne-Eickel en Allemagne. Elle débute dans la musique en participant à une chorale pour jeunes filles et des cours de ballet. Elle devient membre du groupe Fighters de Helge Schneider. Onejiro part en tournée en Allemagne et en Autriche et chante aussi avec Jan Delay, Sam Ragga Band (de) et Matthias Arfmann (de). Son premier album Prophet of Profit sort en 2006. Elle est membre du groupe Sisters (en) qui est un groupe composé uniquement de chanteuses. Elle sort avec les Sisters un autre album Gender Riots en 2008. En 2008 elle est classée à la 14e place au concours Bundesvision Song Contest 2008 (en) pour la région Rhénanie-du-Nord-Westphalie avec la chanson Unite.
Le 11 octobre 2012, les Sisters sont invitées à la première Journée internationale de la fille de l'ONU et elles composent la chanson Because I am a Girl (en) en soutien de la campagne du même nom. Elles sont ambassadrices de la campagne depuis 2010 car elles réalisent que la Journée internationale de la fille est dédiée à l'obtention des mêmes droits pour les garçons et les filles. La chanson est jouée le jour du lancement de la campagne au club de blues B. B. King à New York.
En septembre 2016 Onejiru est invitée avec les Sisters au 14e Festival du film africain à Cologne puisque leurs activités correspondent au thème de l'événement Sisters in African Cinema (Sœurs dans le cinéma africain). Leur nom est Sister Keepers avant 2005, car elles sont le pendant féminin du groupe antiraciste Brothers Keepers.
En 2010, elles se rendent dans des écoles à Hambourg en Allemagne dans le cadre de manifestations organisées par l'Agence fédérale pour l'éducation civique (Bundeszentrale für politische Bildung). Le programme comprend des cours pour autonomiser les filles à travers la chanson, la danse pour apprendre à garçons à travailler ensemble. Ces programmes donnent l'opportunité aux étudiantes et aux étudiants de réfléchir à la vie dans un environnement multiculturel, en y incluant la problématique «Afro-allemands - étrangers dans votre propre pays»,. L'organisation humanitaire Plan International invite les Sisters en tournée au Brésil, au Ghana et au Togo, ainsi qu'en Allemagne pour le projet Girls go for Goals en 2011.

## Kenyan heritage
Onejiro figure dans le film documentaire Black Milk- Halbschwarz geht nicht (Black Milk- à moitié noire ne va pas), qui est créé par le directeur Britta Wandaogo. Le film documentaire est une histoire au sujet d'une femme kényane entre des pays nationaux et étrangers. Quand Onejiru visite le Kenya à l'âge de 22 ans, cela faisait 10 ans qu'elle a déménagé en Allemagne, elle réalise que vivre en Allemagne l'a habituée à l'environnement culturel en Allemagne, la coupant de ses racines culturelles kikuyus. Cette réalisation la conduit à éprouver un conflit intérieur entre son cœur et sa raison éduquée. Le film retrace son parcours pour retrouver une certaine paix de l'esprit et reconnaître que son identité n'est pas partagée entre le fait d'être kényane et de vivre en Allemagne.
Je n'ai pas besoin de me recroqueviller - je suis déjà noire!
Le film Black Milk - Halbschwarz geht nicht est nommé lors du 21e Festival international du film d'Emden-Norderney en 2009 et est sélectionné pour le DMG Award. En 2014, Onejiro fais une tournée à Addis Abeba pour l'ONG Viva con Agua œuvrant pour l'accès à l'eau potable et se produit en tant que chanteuse invitée lors d'un concert de Gentleman avec Tamika, Ivy Quainoo et Silly Walks,. À Addis Abeba, ils chantent la chanson Ethiopia Calling. Cette tournée continue au Kenya, où elle apparait sur scène avec Marteria et Maeckes (de) et Octopizzo.

## Discographie
- 2003: Wasser (Sam Ragga Band, avec Onejiru) produit par Silly Walks Discotheque
- 2003: Loktown Hi-Life (Sam Ragga Band, with FlowinImmO (de) ou arias ImmO, Samy Deluxe, Jan Delay et Onejiru)
- 2003: Heaven (Turtle Bay Country Club featuring Onejiru & Patrice) de l'album Universal Monstershark, inclus plus tard dans l'album Prophets of Profit
- 2005: From a New World - Recomposed (Deutsche Grammophon)[14]
- 2006: Prophets of Profit (Golden Delicious Music)
- 2006: Motorcitysoul - INFRACom
- 2008: Gender Riots Sisters Keepers (de), Echo Beach (Indigo)

### Contribution à des compilations
- 2006 : Prophets Of Profit a compilé dans « Inter Deutschland: Neue Hymnen und Songs zur WM 2006 » [« Inter Allemagne: nouveaux hymnes et chansons pour la Coupe du monde 2006 »], Die Tageszeitung / TAZ,‎ 26 avril 2006 (lire en ligne, consulté le 20 octobre 2016)
- 2008 We Carry On a compilé dans Grégoire Marino, « Frost & Wagner / Remixes (SBCD0009) », Frost & Wagner (consulté le 21 octobre 2016)